# Joseph Prémont
Pour les articles homonymes, voir Prémont (homonymie).
Joseph Prémont est un architecte belge de la fin du XIXe siècle et du début du XXe siècle représentatif de l'architecture éclectique et du style Beaux-Arts en Belgique.
Il est connu principalement pour avoir édifié le Collège Saint-Michel à Bruxelles (avec Alphonse Gellé) et son imposante église néoromane, l'église Saint-Jean-Berchmans.

## Réalisations

### Réalisations de style éclectique
- 1895 : rue de Livourne 114 à Bruxelles (néo-Renaissance flamande; avec Alphonse Gellé)[2]

- 1895 : Groupe de six maisons réalisées pour le Chevalier Ferdinand de Wouters d'Oplinter, square Marie-Louise 74 à 79 à Bruxelles (d'inspiration néo-Renaissance; avec Alphonse Gellé)[3]

- 1902-1905 : Collège Saint-Michel à Bruxelles, boulevard Saint-Michel 24-26 à Etterbeek (style néo-traditionnel, avec Alphonse Gellé)[1]

- 1903 : avenue de l'Armée 31 à Etterbeek (éclectisme; avec Alphonse Gellé)[4]

- 1908-1912 : Église Saint-Jean-Berchmans, église néoromane du Collège Saint-Michel à Etterbeek[1]

- 1909 : rue Henri de Braeckeleer 19 à Etterbeek (éclectisme d'inspiration néo-classique)[5]

- 1910 : rue des Aduatiques 115, 117 à Etterbeek (éclectisme)[6]

- 1912 : rue Père Eudore Devroye 245 à Woluwe-Saint-Pierre (éclectisme d'inspiration néo-classique)[7]

### Réalisations de style Beaux-Arts
- 1909 : Double hôtel de maître, boulevard Saint-Michel 109-111 à Etterbeek (plans signés par Joseph Prémont, demande de permis de bâtir introduite par l'architecte L. Sauvage[8]

- 1912 : boulevard Saint-Michel 13 à Etterbeek[9]